# Hans Huschka

Hans Huschka

Hans Huschka (* 1. April 1930 in Grulich, Tschechoslowakei; † 14. Januar 1997 in Griesstätt-Kolbing) war ein deutscher Bildhauer.

## Leben
Ausbildung zum Bildhauer an der Staatlichen Holzbildhauerfachschule in Grulich 1944/45. Tätig seit 1957 als freischaffender Bildhauer in Miltenberg/Main, München und Griesstätt am Inn.
Huschkas Werke mit den vorwiegenden Arbeitsmaterialien Stein und Bronze sind Plastiken und Skulpturen mit Darstellung von Materialbewegung und Bewegungsabläufen. Die Integration in die Architektur führte zu der Bezeichnung säkularisierter Konstruktivismus durch den Kunstkritiker Jürgen Morschel.
Huschka starb 1997 und ist bestattet in Wasserburg am Inn.

## Werke (Auswahl)

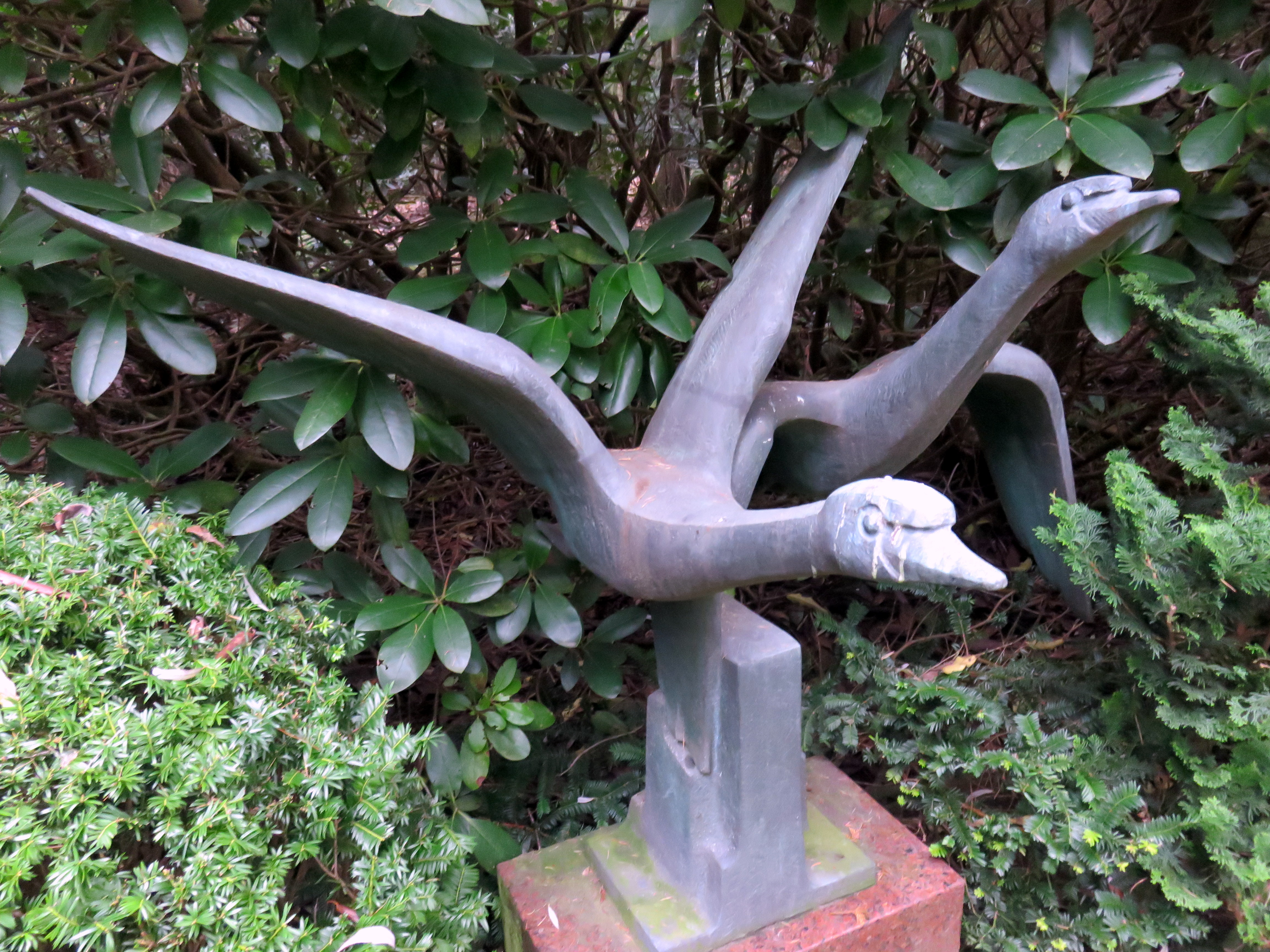
Grabmal Hille, Friedhof Ohlsdorf, Hamburg

- Skulptur o.T. im Wasserburger Skulpturenweg[3]
- Marienbrunnen in Griesstätt[4]
- Bronzeskulptur Johannes der Täufer vor der Grundschule in Griesstätt
- Karl-Borromäus-Brunnen (1983/84) in Wasserburg am Inn, Ecke Ledererzeile/Berggasse[5]
- Großplastik Zweiklang im Skulpturenpark Willebadessen
- Bronzeskulptur Entfaltung – Sich befreiend[6]
- Plastik Faltung 6[7]
- Perchtenbrunnen in Kirchseeon
- St.-Wolfgang-Brunnen in Sankt Wolfgang
- Altarraumgestaltung (1967) in St. Pius in Aschaffenburg
- Metallplatte Hl. Elisabeth und Hl. Katharina (1967) am Eingang des Altenwohnheims Pfaffenmühlweg 27 der Hospitalstiftung Aschaffenburg[8]
- Altarraumgestaltung (1968) in der Maria-Ward-Schule Aschaffenburg
- 8 Meter hohes Bronzekreuz vor der Stadtkirche in Miltenberg
- Eisenskulpturen Balancen und Verbindung in der Pinakothek der Moderne der Bayerischen Staatsgemäldesammlungen
- Mahnmal-Kriegerdenkmal in Erding bei München
- Gefallenen-Ehrenmal mit Pieta (1969) in der Dorfkapelle in Daxberg
- Grabmal Hille (1996), Friedhof Ohlsdorf in Hamburg[9]

## Ehrungen/Preise
- 1966 1. Preis beim Künstlerwettbewerb Friedlandgedächtnisstätte in Bad Godesberg[10]